# Domenico Lazzarini
Domenico Lazzarini (Nació en Viareggio, Italia el 6 de abril de 1920 y falleció en Río de Janeiro, el 21 de marzo de 1987) fue un pintor y dibujante italo-brasilero.
Realizó estudios en las ciudades de Lucca y Florencia, en Italia. Se traslada al Brasil en los inicios de la década del 1950, se dedica a la enseñanza del dibujo en la Escuela de Belas Artes de Araraquara, en el interior del Estado de São Paulo. En 1957 crea la Escuela de Artes de Ribeirão Preto y en 1961 da clases en el Museo de Arte Moderna de Río de Janeiro - MAM/RJ.